# Костілья (округ, Колорадо)
Шаблон:StateAbbr_ 37°17′ пн. ш. 105°26′ зх. д. / 37.28° пн. ш. 105.43° зх. д.
Округ Костілья (англ. Costilla County) — округ (графство) у штаті Колорадо, США. Ідентифікатор округу 08023.

## Історія
Округ утворений 1861 року.

## Демографія
За даними перепису 
2000 року 
загальне населення округу становило 3663 осіб, усе сільське.
Серед мешканців округу чоловіків було 1830, а жінок — 1833. В окрузі було 1503 домогосподарства, 1030 родин, які мешкали в 2202 будинках.
Середній розмір родини становив 2,98.
Віковий розподіл населення поданий у таблиці:
| Стать    | До 15 років | 15-21 | 22-29 | 30-39 | 40-49 | 50-65 | 65-85 | Понад 85 |
| -------- | ----------- | ----- | ----- | ----- | ----- | ----- | ----- | -------- |
| Чоловіки | 385         | 177   | 117   | 201   | 277   | 389   | 267   | 17       |
| Жінки    | 361         | 143   | 124   | 219   | 311   | 343   | 295   | 37       |

## Суміжні округи
- Верфано — північний схід
- Лас-Анімас — схід
- Колфакс, Нью-Мексико — південний схід
- Таос, Нью-Мексико — південь
- Конехос — захід
- Аламоса — північний захід

## Виноски
1. ↑  U.S. Decennial Census. United States Census Bureau. Архів оригіналу за 26 квітня 2015. Процитовано 7 червня 2014.
2. ↑  Historical Census Browser. University of Virginia Library. Архів оригіналу за 11 серпня 2012. Процитовано 7 червня 2014.
3. ↑  Population of Counties by Decennial Census: 1900 to 1990. United States Census Bureau. Архів оригіналу за 31 липня 2014. Процитовано 7 червня 2014.
4. ↑  Census 2000 PHC-T-4. Ranking Tables for Counties: 1990 and 2000 (PDF). United States Census Bureau. Архів оригіналу (PDF) за 18 грудня 2014. Процитовано 7 червня 2014.
5. ↑  State & County QuickFacts. United States Census Bureau. Архів оригіналу за 9 липня 2011. Процитовано 25 січня 2014.(англ.) Наведено за англійською вікіпедією.
6. ↑  American FactFinder. Бюро перепису населення США. Архів оригіналу за 29 липня 2011. Процитовано 31 січня 2008.

| США | Це незавершена стаття з географії США. Ви можете допомогти проєкту, виправивши або дописавши її. |